# Гідромеханіка
Гідромеха́ніка — розділ механіки, в якому вивчається рух і рівновага практично нестисливих рідин та взаємодія їх з твердими тілами (або стінками), що омиваються (змочуються) нею. 

## Загальний опис
Під терміном гідромеханіка іноді розуміють гідроаеромеханіку в цілому.
Гідромеханіка включає два розділи: гідростатику й гідродинаміку.
Вивчаються закони рівноваги й руху рідини, а також силова взаємодія між рідиною й твердими тілами. У дослідженнях використовують різноманітні припущення й спрощення та експериментальні дані, причому, оперуючи певними усередненими величинами, намагаються оцінювати тільки головні характеристики явища; в результаті отримують можливість розв'язувати з допомогою відносно простих наближених емпіричних методів порівняно складні практичні задачі механіки рідин.
Інша назва — механіка рідин.

## У механіці водонасичених гірських порід
У механіці водонасичених гірських порід гідромеханіка — науковий напрям, що вивчає основи механіки водонасичених гірських порід стосовно проблем гідрогеології та інженерної геології. Базується на теорії механіки ґрунтів та геофільтрації.